# Maurine Mercier

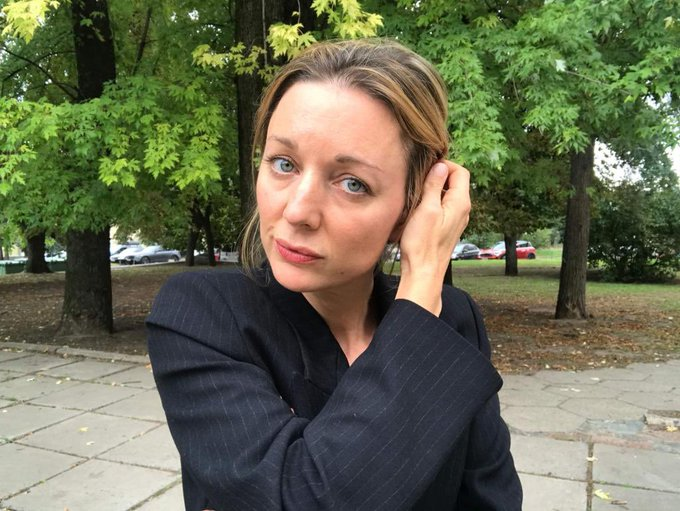
Maurine Mercier

Maurine Mercier (* 1981 in Lausanne) ist eine Schweizer Journalistin. Sie wurde im April 2023 mit dem Hauptpreis des Swiss Press Awards ausgezeichnet. Mercier ist in der Schweiz bekannt für ihre "menschliche und ungeschminkte Berichterstattung über den Krieg in der Ukraine".

## Leben & Karriere
Mercier wurde in Lausanne als Tochter einer Krankenschwester aus Québec, die am kantonalen Spital CHUV tätig war, und eines Waadtländer Juristen geboren. Ihre Kindheit verbrachte sie in Pully am Genfersee und bei Ferienaufenthalten in Kanada.
Sie besuchte die Universität Genf, wo sie Internationale Beziehungen studierte.
Mercier wurde bei La Télé Vaud-Fribourg ausgebildet und machte sich durch ihre Reportagen aus Tunesien und Libyen einen Namen. Sie war seit 2016 als Korrespondentin für RTS, Radio France, TV5 Monde und RTBF in Tunesien tätig. 2017 begleitete sie für eine Reportage eine Fahrt des privaten Rettungsschiffs Aquarius auf dem Mittelmeer.
Seit dem Jahr 2022 ist sie in Kiew stationiert und berichtet – wie bereits 2014 – aus der Ukraine. Sie sammelte für RTS, France Inter, France Info, France Culture und RTBF Zeugenaussagen aus Städten wie Butscha, Irpin, Cherson und Mykolajiw und hat unter anderem Zeugenaussagen einer Mutter dokumentiert, die in Butscha vergewaltigt wurde. Des Weiteren berichtete sie über einen ukrainischen Jugendlichen, der aus einem russischen Gefängnis befreit werden konnte.

## Auszeichnungen und Anerkennung

### 2022
Anfang Oktober 2022 erhielt Maurine Mercier den renommierten französischen Kriegsberichterstattungspreis «Prix Bayeux Calvados-Normandie» und am 11. November den Prix Jean Dumur, der jedes Jahr an eine Journalistin oder ein Medium aus der Schweiz verliehen wird.

### 2023
Im Jahr 2023 gewann Mercier den Swiss Press Award und wurde von der Jury für ihr "außergewöhnliches Talent" gelobt.